# Карабастау (Жамбильський район, Алматинська область)
Карабаста́у (каз. Қарабастау) — село у складі Жамбильського району Алматинської області Казахстану. Входить до складу Матібулацького сільського округу.
Населення — 78 осіб (2021; 151 у 2009, 203 у 1999, 447 у 1989).